# 함대사령관
함대사령관(艦隊司令官, 영어: commodore)은 미국 해군의 옛 계급 중 하나이다. 이 계급은 복잡한 역사를 가지고 있는데 의회는 1862년까지 제독(admiral)이란 계급을 승인하지 않으려 했다. 그래서 함대사령관의 직위는 상당히 중요하다. 당시 미국 해군의 라이벌인 영국 해군에서처럼 높은 직위는 아니다.

## 해군 준장
해군 준장(海軍准將)을 뜻하는 '코모도어(commodore)'는 원래 1652년 네덜란드가 영국과 전쟁을 벌이면서 신설했던 계급이었다. 해군을 급격히 팽창시킨 네덜란드는 제독급 지휘관들이 더 많이 필요했으나 급여 문제 때문에 절반 정도 급여로 코모도어 직위를 신설했다. 현재에도 유럽권 국가에서는 '해군 준장'으로 '코모도어'라는 호칭을 사용한다.

## 같이 보기
- 해군